# Dirty Mind (chanson)
Singles de Prince
Uptown
(1980) Head
(1980)
Dirty Mind est une chanson de Prince issue de l'album éponyme paru en 1980. La chanson est construite autour d'un riff de claviers créé par Doctor Fink. La chanson est enregistrée entre mai et juin 1980 aux studios Lake Minnetonka Home et mixée en juin 1980 à Los Angeles aux studios Hollywood Sound Recorders.
La ballade When We're Dancing Close and Slow est utilisée pour la face-b du single. Dirty Mind est interprété pour la première fois le 4 décembre 1980 au Shea's Buffalo. La chanson est également interprétée régulièrement lors de la tournée Dirty Mind Tour et les tournées suivantes, Controversy Tour, 1999 Tour et Lovesexy Tour. Un clip vidéo est tourné le 24 octobre 1980 pour promouvoir le single.

## Liste des titres
| A. | Dirty Mind (Edit)                 | 3:54 |
| B. | When We're Dancing Close and Slow | 5:18 |

| A. | Dirty Mind (Edit) (Stereo) | 3:54 |
| B. | Dirty Mind (Edit) (Mono)   | 3:54 |